# Keweenaw County
Keweenaw County je okres na severu státu Michigan v USA. K roku 2020 zde žilo 2 046 obyvatel. Správním městem okresu je Eagle River. Celková rozloha okresu činí 15 450 km².